# Eletrococleografia
Eletrococleografia (abreviada como EcochG ou ECOG) é uma técnica de registro de potenciais elétricos gerados na orelha interna e no nervo auditivo em resposta à estimulação sonora, utilizando um eletrodo colocado no canal auditivo ou na membrana timpânica. O teste é realizado por um otologista ou audiologista com treinamento especializado sendo usada para a detecção de pressão elevada na orelha interna (hidropisia endolinfática) ou para o teste e monitoramento da função da orelha interna e do nervo auditivo durante cirurgias.
Essa técnica é aplicada na prática clínica nas seguintes situações: 
- Pesquisa da hidropsia endolinfática;[carece de fontes?]
- Reconhecimento da onda I do Potencial Evocado Auditivo de Tronco Encefálico (PEATE) em indivíduos com perda auditiva de grau elevado;[4]
- Doença de Ménière;[5]
- No espectro da neuropatia auditiva (ENA);[carece de fontes?]
- Perda auditiva oculta;[carece de fontes?]
- Monitoramento intraoperatório.[carece de fontes?]